# Mimusops zeyheri
Mimusops zeyheri  es una especie de árbol perteneciente a la familia de las sapotáceas. Es originaria de África.

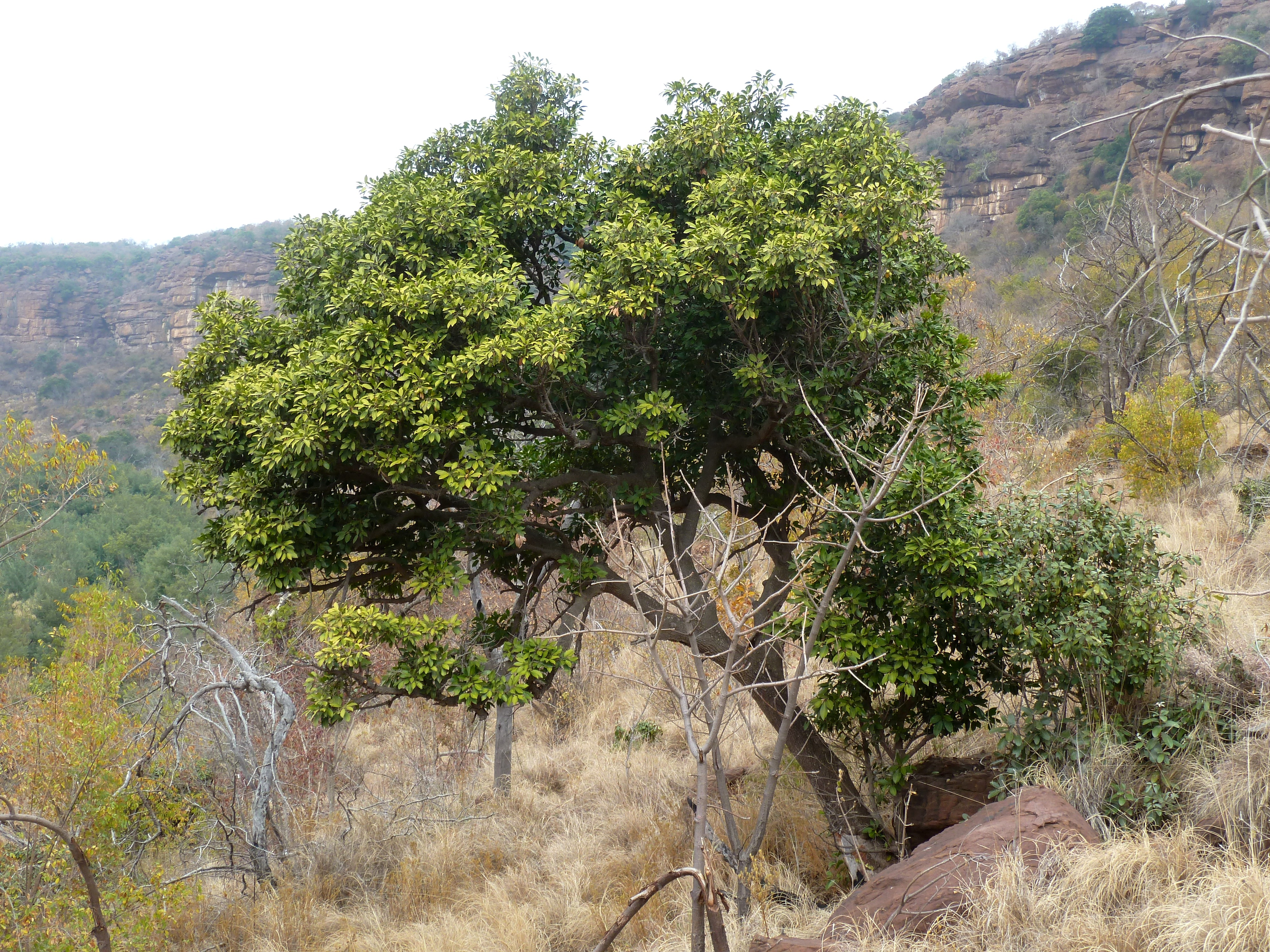
En su hábitat

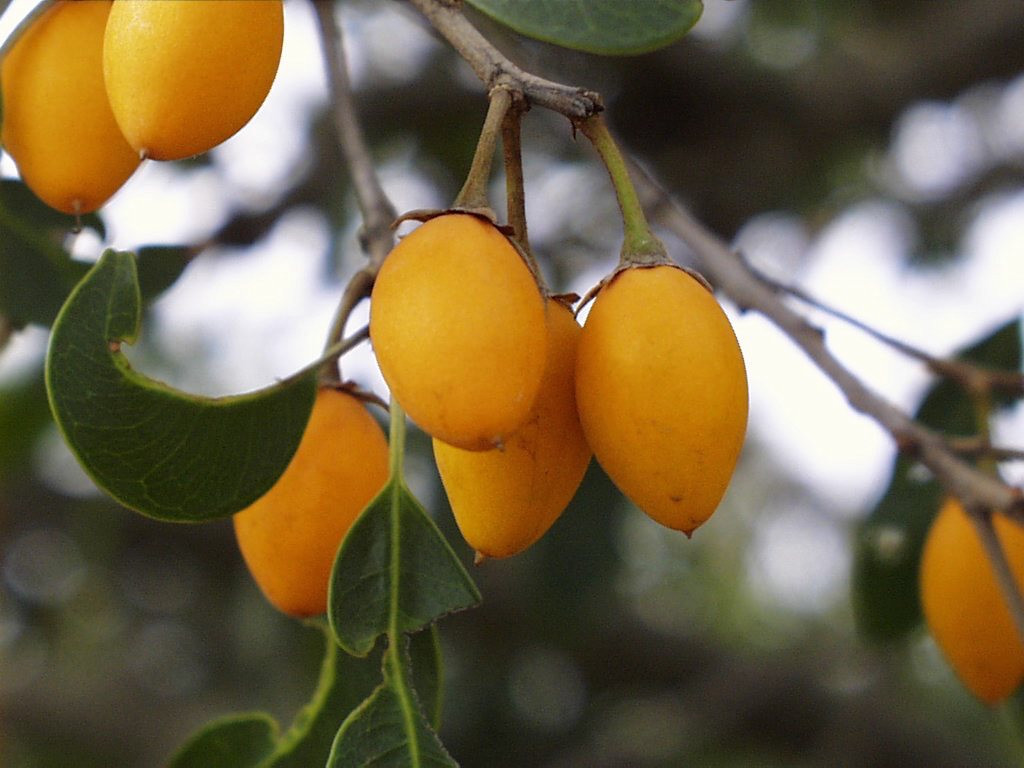
Frutos

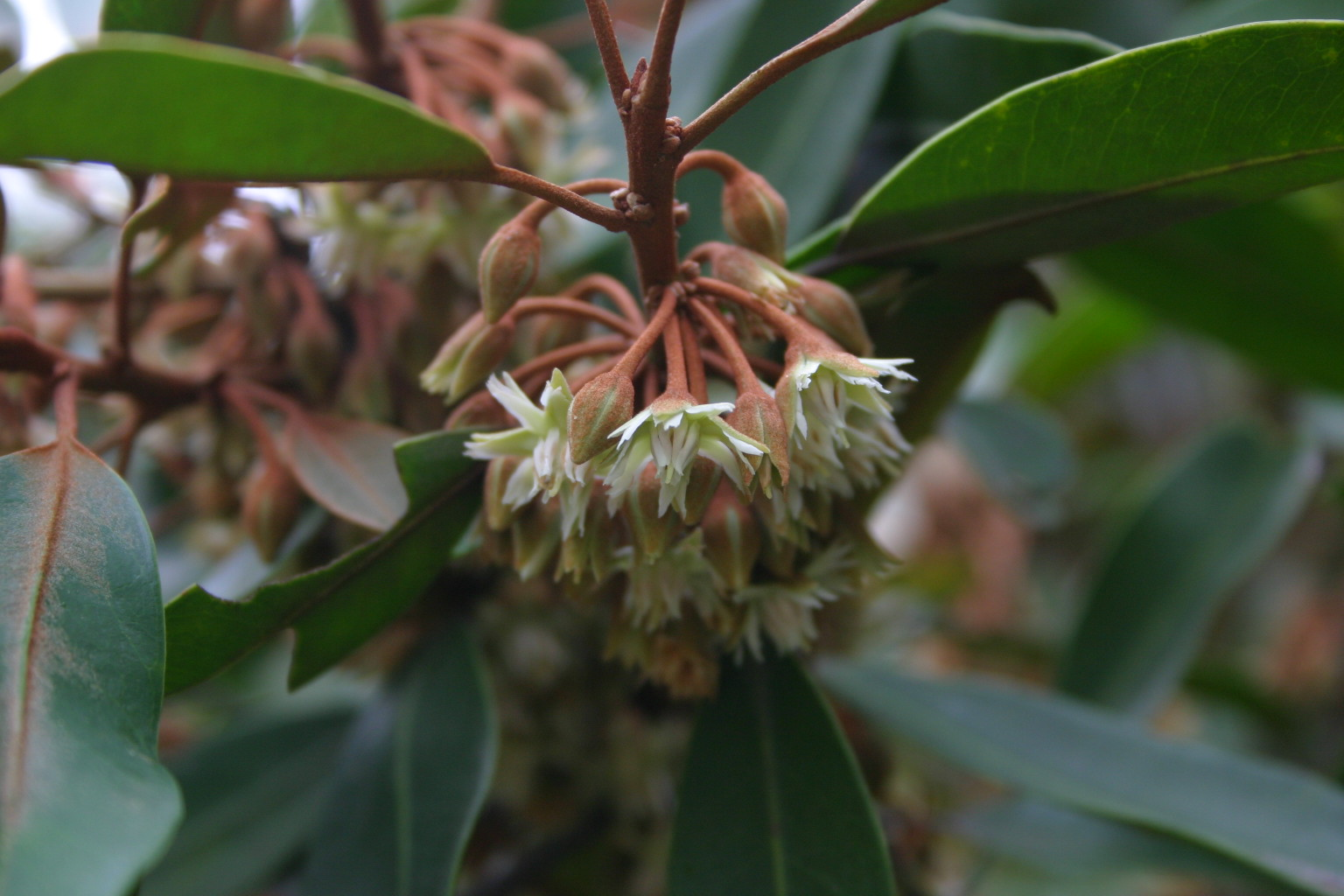
Flores

## Descripción
Es un árbol siempreverde de talla mediana (hasta 15m) que pertenece a la familia Sapotaceae y está ampliamente distribuido en lugares rocosos de la costa este de África meridional, tierra adentro y hacia el norte hasta África tropical. Comúnmente conocido como palo de leche  (milkwood) o palo de leche rojo de Transvaal ( Transvaal Red Milkwood), sus hojas son coriáceas y enteras.  Los pecíolos y hojas jóvenes están cubiertos de pequeños vellos rojos mohosos. Pequeñas cantidades de látex pueden ser vistas en hojas machucadas o pecíolos. Los frutos maduros amarillos tienen una piel quebradiza, brillosa, y son dulces y comestibles, harinosa en textura y ligeramente astringentes. Racimos de fragantes flores blancas aparecen de octubre a enero.

## Usos
La madera es de color café-rojizo, dura y resistente, y fue tradicionalmente usada en la fabricación de vagones.  
Dándole espacio suficiente, la especie se puede cultivar como un árbol grande, de sombra densa. Esta especie se encuentra con frecuencia asociada con  Englerophytum magalismontanum. Está estrechamente relacionada con Mimusops obovata y Mimusops caffra, ambos árboles sudafricanos.

## Taxonomía
Mimusops zeyheri fue descrita por Otto Wilhelm Sonder y publicado en Linnaea 23: 74, en el año 1850.
Sinonimia
- Mimusops blantyreana Engl.
- Mimusops decorifolia S.Moore
- Mimusops monroi S.Moore
- Mimusops zeyheri var. laurifolia Engl.	[2]